# Village-Neuf
Village-Neuf est une commune française de l'agglomération trinationale de Bâle, située dans la circonscription administrative du Haut-Rhin et, depuis le 1er janvier 2021, dans le territoire de la Collectivité européenne d'Alsace, en région Grand Est.
Ses habitants sont appelés les Villageneuvois.

## Géographie

### Localisation
Située en bordure du Rhin, là où prend naissance le grand canal d'Alsace et où a été construit le Palmrain, pont reliant le sud du département du Haut-Rhin au pays de Bade, Village-Neuf fait partie de la région des Trois Frontières, à 6 kilomètres de Bâle en Suisse et à moins de 10 kilomètres de Lörrach en Allemagne.
Cette situation géographique  est confortée par la proximité d'importantes infrastructures autoroutières (A35 côté français et A5 côté allemand), aériennes (aéroport de Bâle-Mulhouse), ferroviaires (ligne Bâle-Strasbourg) et portuaires (port rhénan de Huningue).
Une partie du territoire de Village-Neuf est également une réserve naturelle : la réserve naturelle de la petite Camargue alsacienne.
| Rosenau     |              | Le Rhin Weil am Rhein ( Allemagne) |
|             | Village-Neuf | Le Rhin                            |
| Saint-Louis |              | Huningue                           |

### Hydrographie

#### Réseau hydrographique
La commune est dans le bassin versant du Rhin au sein du bassin Rhin-Meuse. Elle est drainée par le Grand canal d'Alsace, le Rhin et le canal de Neuf-Brisach,.
Le Grand canal d'Alsace, d'une longueur de 93 km, prend sa source dans la commune de Schœnau et se jette  dans le Rhin à Erstein, après avoir traversé 31 communes.
Le Rhin, long de 1 233 km est le plus long fleuve se déversant dans la mer du Nord et de l'une des voies navigables les plus fréquentées du monde. Il traverse la Suisse, l'Autriche, l'Allemagne et les Pays-Bas et marque la frontière entre l'Allemagne et la France.
Le canal de Neuf-Brisach, d'une longueur de 35 km, est un canal, chenal non navigable qui relie la commune de Biesheim à Kunheim, où il se jette dans le canal du Rhône au Rhin.

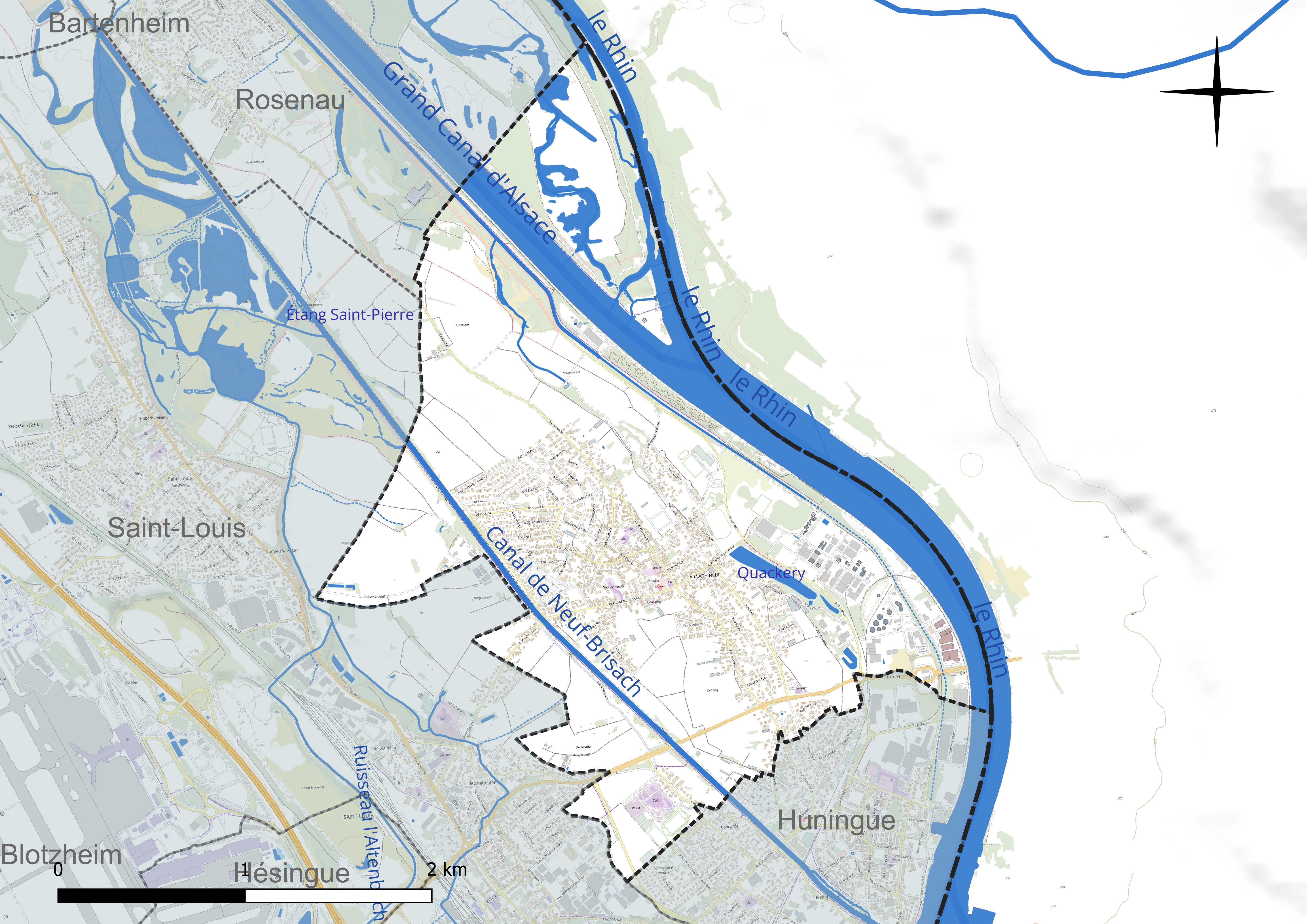
Réseau hydrographique de Village-Neuf.

Un plan d'eau complète le réseau hydrographique : Quackery (3,1 ha),.

#### Gestion et qualité des eaux
Le territoire communal est couvert par le schéma d'aménagement et de gestion des eaux (SAGE) « Ill Nappe Rhin ». Ce document de planification concerne la nappe phréatique rhénane, les cours d'eau de la plaine d'Alsace et du piémont oriental du Sundgau, les canaux situés entre l'Ill et le Rhin et les zones humides de la plaine d'Alsace. Le périmètre s’étend sur 3 596 km2. Il a été approuvé le 17 janvier 2005. La structure porteuse de l'élaboration et de la mise en œuvre est la région Grand Est.
La qualité des cours d’eau peut être consultée sur un site dédié géré par les agences de l’eau et l’Agence française pour la biodiversité.

### Climat
Pour des articles plus généraux, voir Climat du Grand Est et Climat du Haut-Rhin.
En 2010, le climat de la commune est de type climat océanique altéré, selon une étude du Centre national de la recherche scientifique s'appuyant sur une série de données couvrant la période 1971-2000. En 2020, Météo-France publie une typologie des climats de la France métropolitaine dans laquelle la commune est dans une zone de transition entre le climat semi-continental et le climat de montagne et est dans la région climatique Alsace, caractérisée par une pluviométrie faible, particulièrement en automne et en hiver, un été chaud et bien ensoleillé, une humidité de l’air basse au printemps et en été, des vents faibles et des brouillards fréquents en automne (25 à 30 jours).
Pour la période 1971-2000, la température annuelle moyenne est de 10,3 °C, avec une amplitude thermique annuelle de 17,7 °C. Le cumul annuel moyen de précipitations est de 677 mm, avec 7,1 jours de précipitations en janvier et 9,2 jours en juillet. Pour la période 1991-2020, la température moyenne annuelle observée sur la station météorologique de Météo-France la plus proche, « Bâle-Mulhouse », sur la commune de Saint-Louis à 2 km à vol d'oiseau, est de 11,1 °C et le cumul annuel moyen de précipitations est de 764,3 mm. 
La température maximale relevée sur cette station est de 39,1 °C, atteinte le 13 août 2003 ; la température minimale est de −23,5 °C, atteinte le 6 janvier 1985,,.
| Mois                                  | jan.             | fév.             | mars           | avril         | mai             | juin           | jui.           | août           | sep.            | oct.            | nov.           | déc.             | année      |
| ------------------------------------- | ---------------- | ---------------- | -------------- | ------------- | --------------- | -------------- | -------------- | -------------- | --------------- | --------------- | -------------- | ---------------- | ---------- |
| Température minimale moyenne (°C)     | −0,8             | −0,6             | 1,9            | 4,9           | 9,3             | 12,7           | 14,2           | 14             | 10,2            | 6,9             | 2,8            | 0,1              | 6,3        |
| Température moyenne (°C)              | 2,3              | 3,4              | 7              | 10,7          | 14,8            | 18,5           | 20,3           | 20             | 15,8            | 11,4            | 6,2            | 3,1              | 11,1       |
| Température maximale moyenne (°C)     | 5,5              | 7,4              | 12,1           | 16,5          | 20,4            | 24,2           | 26,4           | 26,1           | 21,4            | 16              | 9,7            | 6,1              | 16         |
| Record de froid (°C) date du record   | −23,5 06.01.1985 | −22,8 13.02.1956 | −16,4 01.03.05 | −6,3 08.04.03 | −3,1 11.05.1953 | 1,8 03.06.1962 | 5,1 02.07.1960 | 3,4 14.08.1949 | −0,9 25.09.1972 | −6,3 30.10.1997 | −12,6 30.11.10 | −18,7 20.12.1975 | −23,5 1985 |
| Record de chaleur (°C) date du record | 18,8 10.01.1991  | 21,7 24.02.1990  | 26,2 31.03.21  | 30 21.04.1968 | 33 20.05.22     | 37 09.06.14    | 38,8 25.07.19  | 39,1 13.08.03  | 33,7 03.09.1962 | 31 03.10.1985   | 23,4 07.11.15  | 19,9 16.12.1989  | 39,1 2003  |
| Ensoleillement (h)                    | 684              | 912              | 1 456          | 1 811         | 2 019           | 2 282          | 2 475          | 2 338          | 1 684           | 1 209           | 702            | 621              | 18 191     |
| Précipitations (mm)                   | 46,1             | 43,9             | 47,4           | 57,6          | 86,6            | 74,5           | 72             | 80             | 63,5            | 68,5            | 60,8           | 63,4             | 764,3      |

| Diagramme climatique                                  |             |             |             |             |              |            |          |              |           |            |            |
| J                                                     | F           | M           | A           | M           | J            | J          | A        | S            | O         | N          | D          |
| 5,5−0,846,1                                           | 7,4−0,643,9 | 12,11,947,4 | 16,54,957,6 | 20,49,386,6 | 24,212,774,5 | 26,414,272 | 26,11480 | 21,410,263,5 | 166,968,5 | 9,72,860,8 | 6,10,163,4 |
| Moyennes : • Temp. maxi et mini °C • Précipitation mm |             |             |             |             |              |            |          |              |           |            |            |

Les paramètres climatiques de la commune ont été estimés pour le milieu du siècle (2041-2070) selon différents scénarios d'émission de gaz à effet de serre à partir des nouvelles projections climatiques de référence DRIAS-2020. Ils sont consultables sur un site dédié publié par Météo-France en novembre 2022.

## Urbanisme

### Typologie
Au 1er janvier 2024, Village-Neuf est catégorisée grand centre urbain, selon la nouvelle grille communale de densité à sept niveaux définie par l'Insee en 2022.
Elle appartient à l'unité urbaine de Bâle (SUI)-Saint-Louis (partie française), une agglomération internationale regroupant six  communes, dont elle est une commune de la banlieue,,. Par ailleurs la commune fait partie de l'aire d'attraction de Bâle - Saint-Louis (partie française), dont elle est une commune du pôle principal,. Cette aire, qui regroupe 94 communes, est catégorisée dans les aires de 200 000 à moins de 700 000 habitants,.

### Occupation des sols

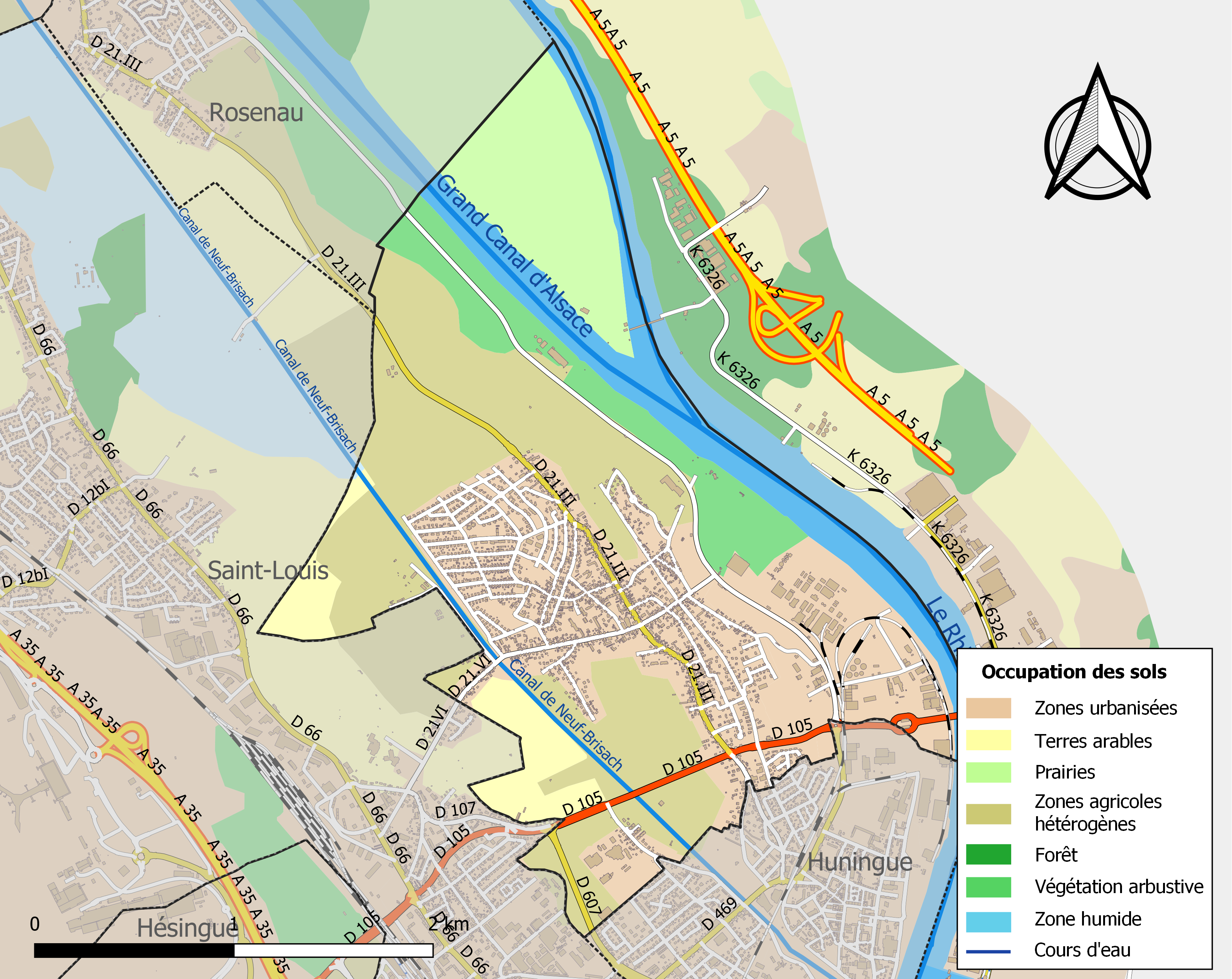
Carte des infrastructures et de l'occupation des sols de la commune en 2018 (CLC).

L'occupation des sols de la commune, telle qu'elle ressort de la base de données européenne d’occupation biophysique des sols Corine Land Cover (CLC), est marquée par l'importance des territoires agricoles (45,9 % en 2018), en diminution par rapport à 1990 (53,5 %). La répartition détaillée en 2018 est la suivante : 
zones agricoles hétérogènes (30,5 %), zones urbanisées (25,1 %), zones industrielles ou commerciales et réseaux de communication (11,1 %), prairies (10 %), eaux continentales (9,6 %), milieux à végétation arbustive et/ou herbacée (8,2 %), terres arables (5,5 %).

### Voies de communication et transports

#### Transports en commun

##### Distribus

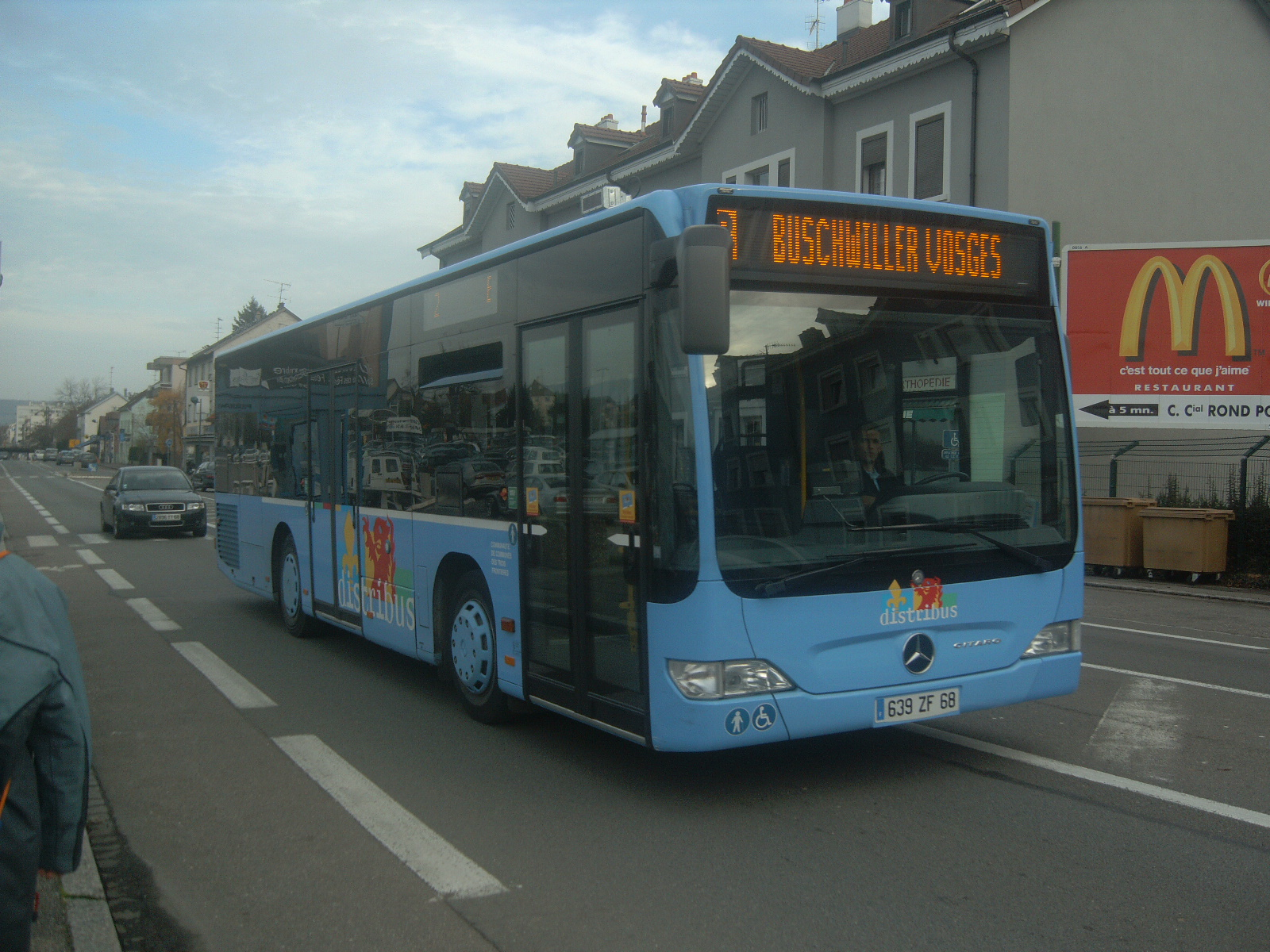
La ligne 2 relie Buschwiller à Village-Neuf.

Trois des douze lignes du réseau de transport en commun de Saint-Louis Agglomération Distribus desservent la commune de Village-Neuf. Les lignes 2 et 603 desservent les lieux les plus importants (le collège Nerval, l'église, la mairie, la maison de retraite) ainsi qu'un quartier pavillonnaire en expansion. Alors que les deux lignes ont leur terminus Rue de la Paix, la ligne 603 (ou 3) permet la desserte facile vers Bâle. Enfin, la ligne 6, ligne créée à la suite d'un accord trouvé avec le conseil général du Haut-Rhin, reprend une partie du tracé de la ligne départementale 724 Mulhouse — Saint-Louis.

## Toponymie
- Neudorff (XVIIIe siècle), Village-Neuf (1801).
- En allemand Neudorf[20].
- En alsacien Neidorf.

## Histoire
En 1684, une ordonnance royale (après le rattachement de l'Alsace à la France par le traité de Westphalie), impose le transfert du village de Grand-Huningue vers une ancienne île du Rhin baptisée d'abord « Bourg Neuf d'Aoust » puis en 1704, « Village-Neuf ». Ceci pour permettre la construction par Vauban de la forteresse de Huningue.

## Politique et administration

### Jumelages
- Haagen,  Allemagne
- Geaune, Landes,  France

## Population et société

### Démographie
L'évolution du nombre d'habitants est connue à travers les recensements de la population effectués dans la commune depuis 1793. Pour les communes de moins de 10 000 habitants, une enquête de recensement portant sur toute la population est réalisée tous les cinq ans, les populations de référence des années intermédiaires étant quant à elles estimées par interpolation ou extrapolation. Pour la commune, le premier recensement exhaustif entrant dans le cadre du nouveau dispositif a été réalisé en 2005.

En 2022, la commune comptait 4 617 habitants, en évolution de +8,81 % par rapport à 2016 (Haut-Rhin : +0,66 %, France hors Mayotte : +2,11 %).
| 1793  | 1800  | 1806  | 1821  | 1831  | 1836  | 1841  | 1846  | 1851  |
| ----- | ----- | ----- | ----- | ----- | ----- | ----- | ----- | ----- |
| 1 394 | 1 050 | 1 182 | 1 316 | 1 476 | 1 415 | 1 471 | 1 666 | 1 816 |

| 1856  | 1861  | 1866  | 1871  | 1875  | 1880  | 1885  | 1890  | 1895  |
| ----- | ----- | ----- | ----- | ----- | ----- | ----- | ----- | ----- |
| 1 785 | 1 874 | 1 917 | 1 891 | 1 912 | 2 053 | 2 048 | 2 100 | 2 130 |

| 1900  | 1905  | 1910  | 1921  | 1926  | 1931  | 1936  | 1946  | 1954  |
| ----- | ----- | ----- | ----- | ----- | ----- | ----- | ----- | ----- |
| 2 179 | 2 332 | 2 473 | 2 273 | 2 350 | 2 957 | 2 485 | 2 193 | 2 318 |

| 1962  | 1968  | 1975  | 1982  | 1990  | 1999  | 2005  | 2006  | 2010  |
| ----- | ----- | ----- | ----- | ----- | ----- | ----- | ----- | ----- |
| 2 517 | 2 729 | 2 811 | 2 922 | 2 920 | 3 108 | 3 444 | 3 452 | 3 706 |

| 2015  | 2020  | 2022  | - | - | - | - | - | - |
| ----- | ----- | ----- | - | - | - | - | - | - |
| 4 111 | 4 486 | 4 617 | - | - | - | - | - | - |

### Enseignement
Village-Neuf dispose d'une école maternelle (Lina-Ritter) et d'une école primaire située dans deux bâtiments distincts : École Schweitzer pour les CP, CE1 et certains CE2, École Vauban pour certains CE2, les CM1 et CM2.
L'enseignement bilingue à parité horaire est dispensé dans les écoles de Village-Neuf depuis la rentrée 2002-2003. Il est accessible à tous les élèves depuis la petite section de maternelle jusqu'au CM2.
Village-Neuf a un collège public d'enseignement secondaire, le collège Gérard de Nerval. Il dispense également un enseignement bilingue de la 6e à la 3e, permettant l'inscription des élèves en section AbiBac au lycée.

## Économie
- Agriculture, maraîchage.

Jusqu'à la fin des années 1960, l'activité traditionnelle et dominante a été la production maraîchère dont plus de 60 % est actuellement exportée vers Bâle dans le cadre d'une convention franco-suisse de 1938 qui a accordé le bénéfice, dans certaines limites, de la franchise douanière pour les produits locaux exportés sur le marché bâlois. Les asperges de Village-Neuf récoltées dans le terrain sablonneux du terroir attirent une nombreuse clientèle dans les huit restaurants que compte la commune.[réf. nécessaire]
- Industries diverses.

C'est vers 1970 que l'activité économique locale a connu une transformation importante avec l'implantation, dans une zone industrielle gérée avec le « SIPES des trois frontières » (aujourd'hui Saint-Louis Agglomération), de nombreuses entreprises dont une usine Roche devenue une filiale du groupe DSM. Ces entreprises emploient à Village-Neuf même environ 1 000 personnes sur les 3 157 habitants que compte le village.[réf. nécessaire]
La coexistence de ces nouvelles activités industrielles et des activités maraîchères traditionnelles constitue l'atout majeur de Village-Neuf pour le présent et surtout pour l'avenir.[réf. nécessaire] Le maintien de vastes espaces maraîchers dans l'agglomération même de sa périphérie où se trouve également la réserve naturelle de la petite Camargue alsacienne, façonne le cadre de vie local et attire une population qui cherche à s'établir dans un environnement préservé, à proximité toutefois des centres urbains industriels.[réf. nécessaire]

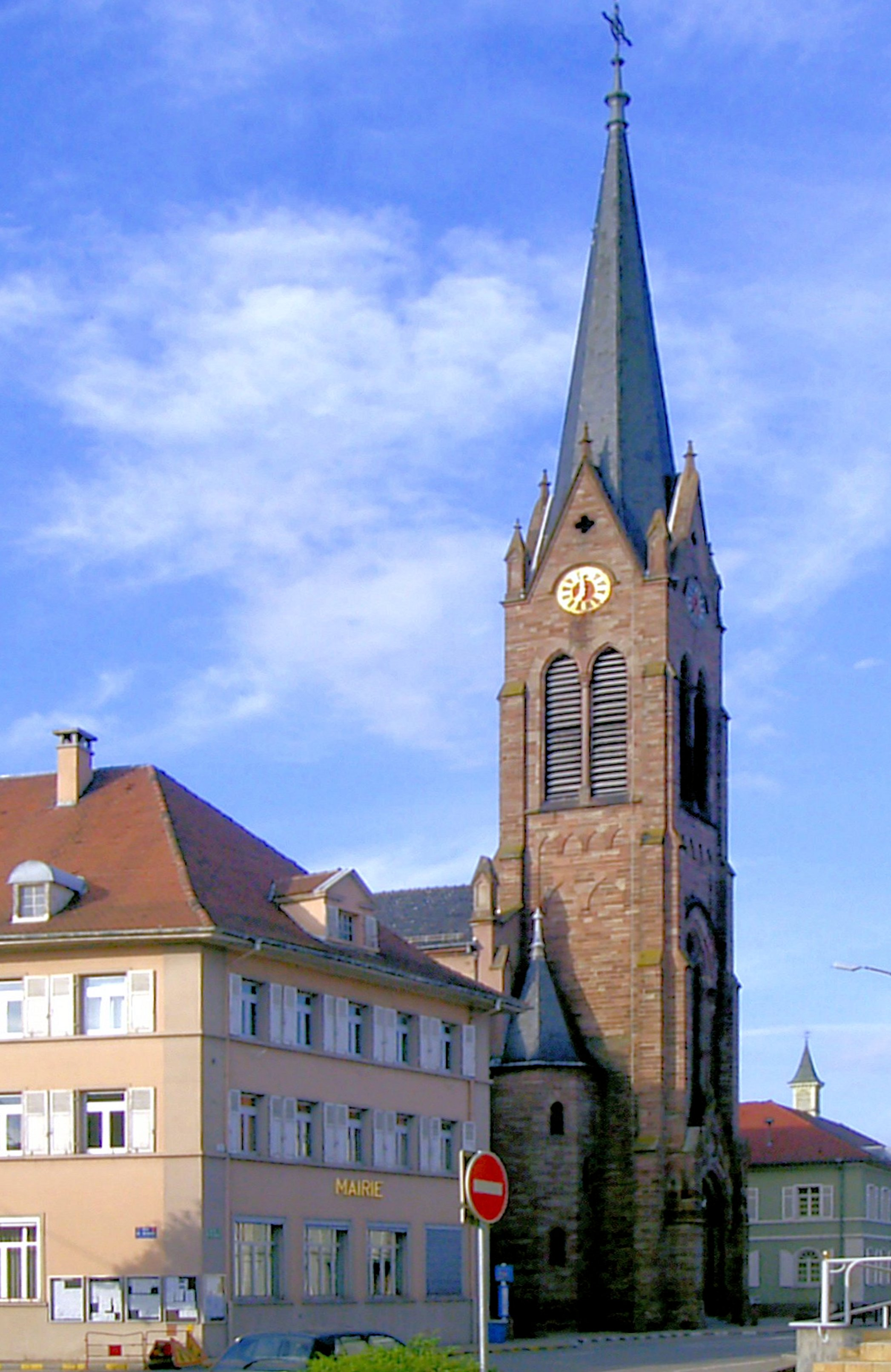
Village-Neuf, Église Saint-Nicolas

## Culture locale et patrimoine

### Lieux et monuments
- Église Saint-Nicolas

### Personnalités liées à la commune
- La poétesse Lina Ritter (1888-1981)

### Héraldique
| Blason de Village-Neuf | Les armes de Village-Neuf se blasonnent ainsi : « De gueules à la chouette d'argent. » |

Les Herwart, une grande famille de seigneurs, possédaient des armoiries représentant une chouette rouge sur fond blanc. La commune de Grand-Huningue les a adoptées en inversant les couleurs : une chouette blanche sur fond rouge (De gueules, à la chouette d'argent).

### Culture
L'asperge est le fleuron de la culture maraîchère de Village-Neuf. La confrérie de l'asperge, constituée en partie de restaurateurs et de maraîchers, a vu le jour en 1985 dans le but de promouvoir cette culture ; la récolte des asperges se fait à partir d'un instrument très spécial : la gouge, exceptionnellement droite à Village-Neuf. Le maraîcher doit planter la gouge droite dans le sol pour sectionner le corps de l'asperge...